# Pseudobaccharis acaulis
Baccharis acaulis là một loài thực vật có hoa trong họ Cúc.